# Liste der Baudenkmäler in Malstatt
Diese Liste der Baudenkmäler in Malstatt listet alle Baudenkmäler des Saarbrücker Ortsteils Malstatt auf. Grundlage ist die Veröffentlichung der Landesdenkmalliste vom 16. Februar 2011 und die aktuelle Teildenkmalliste der Landeshauptstadt Saarbrücken in der Fassung vom 9. August 2017
| Lage                             | Bezeichnung                                                                                         | Beschreibung | Bild |
| -------------------------------- | --------------------------------------------------------------------------------------------------- | --- | --- |
| Jenneweg Lage                    | Ensemble Friedhof Malstatt                                                                          | Der alte Malstatter Friedhof wurde 1879 eröffnet. Zwischen 1886 und 1905 wurde der Friedhof immer wieder bis zu seiner endgültigen Größe erweitert. Aus dieser Zeit stammen auch die heutigen Einfassungsmauern. Bereits 1909 war absehbar, dass der Friedhof erneut zu klein sein würde und verkündete 1912 die Schließung des Friedhofs. Der Friedhof wurde in den vergangenen Jahrzehnten in großen Teilen aufgelassen und als Park umgestaltet. In der Anlage befinden sich 200 Grabdenkmale von hohem künstlerischen Wert. | Der alte Malstatter Friedhof wurde 1879 eröffnet. Zwischen 1886 und 1905 wurde der Friedhof immer wieder bis zu seiner endgültigen Größe erweitert. Aus dieser Zeit stammen auch die heutigen Einfassungsmauern. Bereits 1909 war absehbar, dass der Friedhof erneut zu klein sein würde und verkündete 1912 die Schließung des Friedhofs. Der Friedhof wurde in den vergangenen Jahrzehnten in großen Teilen aufgelassen und als Park umgestaltet. In der Anlage befinden sich 200 Grabdenkmale von hohem künstlerischen Wert. |
| Jenneweg Lage                    | Ensemble Friedhof Malstatt                                                                          | Jenneweg, Friedhof (Einzeldenkmal): Unter Denkmalschutz steht der Friedhof von 1880 mit Einfriedungsmauer, das Eingangsportal und die Grabdenkmäler, darunter zwei Denkmäler der Stadtgemeinde Malstatt-Burbach für Bürgermeister Wilhelm Meyer (1835–1900) und für die Gefallenen des Deutsch-Französischen Krieges 1870/71. | |
| Jenneweg 61–67 Lage              | Ensemble Jenneweg                                                                                   | Die Gebäude im Jenneweg wurden 1910 von Wilhelm Beyer als Wohnhäuser erbaut. | |
| St.-Albert-Straße 75 Lage        | Ensemble St. Albert                                                                                 | Zum Denkmalensemble gehört neben der kath. Kirche St. Albert auch das benachbarte Pfarrheim. | Zum Denkmalensemble gehört neben der kath. Kirche St. Albert auch das benachbarte Pfarrheim. |
| St.-Albert-Straße 75 Lage        | Ensemble St. Albert                                                                                 | St.-Albert-Straße 75, Pfarrheim: Die 1938/39 errichtete Backsteinkirche wurde 1944 bei einem Bombenangriff zerstört. Aus den Steinen dieser Kirche erbauten Dominikus Böhm und Gottfried Böhm 1948/49 das Pfarrheim. Der zweigeschossige, giebelständige Backsteinbau mit Satteldach ist schmucklos gehalten und grenzt direkt an die Kirche. Die vier Fensterachsen auf der Giebelseite sind quadratisch. Die Fensterachsen auf der Längsseite liegen im Zentrum der Fassade nah beieinander sind durch schmale Betonstreben getrennt. | |
| St.-Albert-Straße 75 Lage        | Ensemble St. Albert                                                                                 | St.-Albert-Straße 75, Kath. Kirche St. Albert: Nachdem die erst 1938/39 nach Plänen des Architekten Reinhard Güthler errichtete Backsteinkirche 1944 bei einem Bombenangriff zerstört wurde, dienten ab 1949 die erhaltene Krypta, Privatwohnungen und ein Pfarrheim als Notkirche.1952 wurde die Krypta dann endgültig als Notkirche genutzt, bis in den Jahren 1952 bis 1954 von Dominikus und Gottfried Böhm St. Albert erbaut wurde. Die Kirche ist eiförmig und besteht aus 70.000 Ziegeln der Vorgängerkirche. Über dem Bau thront eine Glaskuppel, die von massiven Strebepfeilern gehalten wird. Der Glockenturm aus Betonstrebepfeilern steht als Campanile neben der Kirche. | |
| Am Torhaus 19 Lage               | Reste eines Torturmes der Parkanlage Ludwigsburg                                                    | Um 1790 erbaut und im 19. Jahrhundert umgebaut | |
| Am Torhaus 24 Lage               | Pfarrhaus                                                                                           | 1948/49 von Rudolf Krüger erbaut | |
| Außerhalb der Ortslage Lage      | Fördermaschinenhaus II und Kompressorenhaus der Schachtanlage Neuhaus                               | Die Schachtanlage Neuhaus gehörte ursprünglich zu der Grube "Von der Heide". Die beiden Schächte wurden 1901 und 1921 abgeteuft. nach dem Ende der Grube wurden die Tagesanlagen fast vollständig abgerissen. Erhalten sind nur das Fördermaschinenhaus II und das Kompressorenhaus. Die Putzbauten mit Sandsteinsockel wurden in den Jahren 1926 bis 1929 erbaut. ihre neoklassizistische Gliederung mit Pilastern und Dreiecksgiebeln ist typisch für die Grubengebäude dieser Zeit. | |
| Außerhalb der Ortslage Lage      | Forst- und Parkgelände Ludwigspark, Ludwigsberg, Dianenhain, Schönthal                              | Fürst-Ludwig von Nassau-Saarbrücken ließ 1769 auf dem Ludwigsburg bei Saarbrücken eine weiträumige Gartenlandschaft anlegen. Im Zentrum erbaute Friedrich Joachim Stengel ein Lustschloss. Nordöstlich dieses Schlosses entstand um 1770 der Rodenhof. 1788/89 ließ Fürst Ludwig den Schonthaler Hof als Landsitz für seien zweite Frau Katharina anlegen. Außerdem entstand in dieser Zeit der Dianenhain, ein Park mit sternförmigem Wegenetz und Tempel. Zahlreiche Kleinarchitekturen schmückten den Park. Die Bauten des Ludwigsparks wurden von französischen Revolutionstruppen 1793 zerstört und als Steinbruch genutzt. Der Park verwilderte. Heute sind nur noch Reste erkennbar. | |
| Breite Straße 75/77 Lage         | Wohnhaus                                                                                            | Das 1899 erbaute Wohnhaus aus hellen Backsteinen ist durch schmale Lisenen und Gesimse aus Sandstein gegliedert. Ein Bogenfries unter einem Traufgesims schließt den Baukörper ab. Das Eckhaus besitzt einen rechteckigen Eckerker, der sich vom ersten Obergeschoss bis in das Dach zieht. Zwei Risalite lockern die dreigeschossige Fassade auf. Sowohl hochrechteckige als auch rundbogige Fenster sitzen in den Achsen. Die hochrechteckigen Fenster sind mit gerader profilierter Verdachung abgeschlossen. Die Rundbogenfenster sind zu zweit oder dritt zusammengefasst und werden von rustizierten Blendbögen aus Sandstein gekuppelt. In den Risaliten sind auch die rechteckigen Fenster von diesen Bögen gekuppelt und mit Ornamentschmuck aufgewertet. | |
| Fischbachstraße Lage             | Ev. Pfarrkirche Rußhütte                                                                            | Die evangelische Kirche Rußhütte wurde in den Jahren 1935/36 nach Entwürfen des Architekten Rudolf Krüger erbaut. Das schlichte Kirchenschiff mit drei Fensterachsen trägt eine Holzdecke und wird von einem Rechteckchor abgeschlossen. Auf der gegenüberliegenden Giebelseite ist ein Turm über quadratischem Grundriss und Satteldach leicht in das Kirchenschiff geschoben. | |
| Fischbachstraße 93 Lage          | Portal der kath. Pfarrkirche St. Marien                                                             | Das neobarocke Portal wurde 1926/27 als Teil der historisierten Kirche von Ludwig Becker und Anton Falkowski. Die Doppelflügeltür mit schmucklosem Gewände wird von breiten Pilastern gerahmt, die ein profiliertes Gesims tragen. Darüber befindet sich ein hohes Gebälk mit zentralem Relief, das Rußhütter Bürger als Arbeiter und Bergleute zeigt. Über einem weiteren Gesims mit Muschelornamenten befindet sich ein gerahmtes Relief mit Mutter Gottes und kleinen Putti. | |
| Forsthaus Neuhaus Lage           | Forsthaus Neuhaus                                                                                   | Ältester Teil des Forsthauses ist die Scheune, die um die Mitte des 19. Jahrhunderts errichtet wurde. Graf Philipp III. von Nassau-Saarbrücken ließ 1576 von dem kurpfälzischen Baumeister Christmann Strohmeier das Jagdschloss Philippsborn als Vierflügelanlage im Renaissancestil errichten. Im Dreißigjährigen Krieg wurde das Schloss zerstört, um 1750 wieder aufgebaut. Fürst Wilhelm Heinrich von Saarbrücken baute das Jagdschloss in den Jahren 1740 bis 1768 zu einem Gutshof mit Weide- und Ackerflächen um. Im Verlauf der Französischen Revolution wurden 1793 große Teile der Anlage niedergebrannt. Ein Teil der Anlage wurde wieder aufgebaut und bis Mitte des 19. Jahrhunderts bewirtschaftet, ab 1854 wurde der Gebäudekomplex als Forsthaus genutzt. Das Schloss wurde über annähernd quadratischem Grundriss errichtet und hatte vier Ecktürme. Die heutigen Gebäude sind vom Spätbarock inspiriert. | |
| Forsthaus Wolfsgarten Lage       | Forsthaus Wolfsgarten                                                                               | Das Forsthaus Wolfsgarten ist ein schlichter, eingeschossiger Putzbau mit Krüppelwalmdach und wurde 1830 erbaut. Ab 1879 war es königliche Oberförsterei. Um 1900 wurde der Stall des Gebäudes erweitert. Heute ist das Gebäude Sitz des NABU. | |
| Grühlingsstraße 91 Lage          | Rodenhof                                                                                            | Der Rodenhof wurde um 1765 von Fürst Ludwig von Nassau-Saarbrücken als landwirtschaftliches Gut errichtet. Bis 1793 diente das Hofgebäude einem herrschaftlichen Förster als Dienstwohnung, dann ging der Hof in den Besitz der Stadt Malstatt-Burbach über. In der Folgezeit wechselte der Hof immer wieder Besitzer und Bestimmung, allerdings war schon im 19. Jahrhundert dort eine Gastwirtschaft eingerichtet. Seit 2006 steht das Gebäude leer. Der Barockbau mit Krüppel-Walmdach und Mansarde wurde im Stil des Barock erbaut, ist aber weniger prunkvoll als die Bauten Friedrich Joachim Stengels in der Innenstadt. Während die Fenster in der Mansarde axialsymmetrisch sind, ist das Erdgeschoss leicht nach Süden versetzt unsymmetrisch. Zwischen jeweils zwei Segmentbogenfenstern liegt der Eingang zum Haus. Fenster und Türen sind hier in Sandstein gerahmt. Die Mansarde ist mit Schiefer gedeckt, das Dach in roten Ziegeln. Sowohl im Norden, als auch im Westen wurde das Kerngebäude um Anbauten ergänzt. | |
| Heinrichshaus 4 Lage             | „Heinrichshaus“, Jagdhaus                                                                           | Das Jagdhaus wurde im 18. Jahrhundert erbaut. Scheune und Stall wurden um 1920 umgebaut. Der traumständige, zweigeschossige Putzbau besitzt sieben fensterachten mit zwei Eingängen zur Straßenseite. Der Baukörper wird von einem Satteldach abgeschlossen. | |
| Im Knappenroth 4 Lage            | Rastpfuhlschule                                                                                     | Entgegen der offiziellen Denkmalliste hieß die Schule bis 1988 Knappenrothschule. Die Schule wurde von 1952 bis 1954 und von 1957 bis 1961 unter Leitung von Peter Paul Seeberger errichtet. 1963 bis 1966 wurde sie mit eingeschossigen Pavillons und Turnhalle erweitert. Das Gebäude wurde als L-förmiger Baukörper mit drei Geschossen errichtet und später um mehrere parallele Baukörper ergänzt. Die Kunst am Bau stammt von Paul Schneider, Helmut Collmann, Fritz Zolnhofer, Wolfram Huschens und Mia Münster. Sie beherbergte zunächst bis 1988 eine Hauptschule und ist heute als Altbau der GTGS Rastpfuhl erhalten. | |
| Ludwigstraße Lage                | Südportal des Straßentunnels unter der Eisenbahnbrücke                                              | Das Südportal des Tunnels wurde 1905 aus Sandstein errichtet. Es besteht aus zwei Flanken mit gerundeten Kante und einem leicht zurückgesetzten Rundbogen mit Bogenfries an der Oberkante. Der Bogen ist mit Rustikaquaderung dekorativ gefasst. Darüber verläuft über die ganze Breite eine Balustrade. | |
| Malstatter Markt 7 Lage          | Wappenstein vom alten Wasserwerk Rentrisch, um 1900                                                 | | |
| Paul-Schmook-Straße Lage         | Denkmal                                                                                             | Das gusseiserne Denkmal wurde von Walther Neu entworfen und am 30. August 1934 eingeweiht. Dargestellt ist ein Arbeiter mit einem Verunglückten. Auf dem Sockel ist die Aufschrift Den Opfern der Arbeit zu erkennen. Das Denkmal diente propagandistischen Zwecken der nationalsozialistischen Ideologie. | |
| Pfarrer-Bungarten-Straße 49 Lage | Kath. Pfarrhaus St. Josef                                                                           | Der dreigeschossige Putzbau wurde 1910 errichtet. Die drei Geschosse erheben sich über einem hohen Sockel mit Bossenwerk, das sich bis in das erste Obergeschoss zieht. Eckquaderungen in Sandstein betonen die Gebäudeecken. Ein Zwerchhaus mit abgestumpftem Dreiecksgiebel betont die Fassadenmitte, in der sich in den Obergeschossen auch die über Blendfelder verbundenen Fenster mit aufwendiger Ornamentik befinden. | |
| Rastpfuhl 15 (bei) Lage          | Grabstätte Traugott Roemer, Kriegerdenkmal                                                          | Der Obelisk erinnert an den jungen Soldaten Traugott Roemer, der hier im Deutsch-Französischen Krieg 1870 von einer Granate getroffen wurde. | |
| Riegelsberger Straße 17–25 Lage  | Wohnhäuser                                                                                          | Erbaut 1931 | |
| Schillstraße 18 Lage             | Wohnhaus, 1909                                                                                      | Der zweigeschossige, traufständige Putzbau wurde 1909 errichtet. Auffällig ist die aufwendige Verzierung mit Ornamentfeldern unter und zwischen den Fenstern. Die rechte Fensterachse wird von einem Zwerchhaus mit geschweiftem Giebel abgeschlossen. | |
| St. Johanner Straße Lage         | Eisenbahnbrücke                                                                                     | Die einäugige Sandsteinbrücke dient der Überquerung der St. Johannes Straße am Eingang von St. Johann nach Malstatt. Sie wurde 1883 errichtet. Konsolen tragen ein weit auskragendes Abschlussgesims mit schmiedeeisernem Geländer. Die Eisenbahnstrecke führt vom Saarbrücker Hauptbahnhof zu den Industriearrealen der Burbacher Hütte. | |
| St.-Josef-Straße Lage            | Kath. Kirche St. Josef, 1908–1910 von J. Rüppel, 1946–1954 Wiederaufbau nach schweren Kriegsschäden | Die Josefskirche wurde in den Jahren 1908 bis 1910 nach Plänen von Johann Adam Rüppel im neugotischen Stil erbaut. Nach schweren Kriegsschäden musste sie 1946 bis 1954 wieder errichtet werden. Dem Langhaus im Stil einer Basilika wurde ein Turm mit gotisiertem Portal und Fensterrosette vorgelagert. An das Landhaus schließt sich ein Querhaus an. Über der sternrippengewölbten Vierung erhebt sich ein oktogonaler Dachreiter mit spitzem Helm. Das Gebäude schließt mit einem polygonalen Chor ab. | |
| Trierer Straße Lage              | Eisenbahnbrücke, 1938                                                                               | Die nördlichste der drei Brücken wurde 1938/39 als einäugige Sandsteinbrücke errichtet. nach Kriegszerstörungen wurde sie 1951/52 in den alten Formen aus Stahlbeton neu errichtet und mit Sandsteinquadern verkleidet. | |
| Trierer Straße Lage              | Eisenbahnbrücke, 1908                                                                               | Die mittlere von drei Brücken wurde in den Jahren 1905 bis 1908 errichtet. Die drei Rundbögen mit Sparbögen in den Zwickeln sind durch Rustikaquaderung gefasst. | |
| Waldstraße 48 Lage               | Sandsteinrelief dreier Hüttenarbeiter an Mehrfamilienhaus der Burbacher Hütte, 1952 von Günter Maas | Das Sandsteinrelief wurde in den Putz eines Mehrfamilienhauses der Burbacher Hütte eingelassen. Es zeigt drei Hüttenarbeiter und wurde 1952 von Günter Maas geschaffen. | |
| Ziegelstraße 21 Lage             | Tennisclubhaus                                                                                      | Um 1914 von Julius Ammer erbaut. | |
| Ziegelstraße 35 Lage             | Volksschule                                                                                         | Die Volksschule, heute Grundschule Rodenhof, wurde 1949/50 von Peter Paul Seeberger als freistehendes Gebäude errichtet und 1953 bis 1955 und 1962 bis 1964 erweitert. Die ein- und zweigeschossigen Bau sind streng gegliedert und gruppierten sich um den Schulhof. Die Kunst am Bau stammt von P. Schneider, W. Huschens und H. Vollmann. | |
| Zur Malstatt 6 Lage              | Ev. Kirche                                                                                          | Die evangelische Kirche wurde 1869/70 nach Entwürfen des Trierer Regierungsbaurats Seyffart als dreischiffige, neugotische Hallenkirche errichtet. Nach schweren Kriegszerstörungen baute Rudolf Krüger das Gotteshaus wieder auf. Anstelle eines Gewölbes entschied man sich allerdings für ein weiteres Geschoss mit Gemeinderäumen. Die Fenster wurden von György Lehoczky gestaltet. Der alte Kirchhof ist noch mit Grabstätten erhalten. | |